# (100691) Hasetoshitsuka
(100691) Hasetoshitsuka es un asteroide perteneciente al cinturón de asteroides descubierto el 25 de diciembre de 1997 por el equipo del Observatorio de Saji desde el Observatorio de Saji, Saji (Prefectura de Tottori), Japón.

## Designación y nombre
Designado provisionalmente como 1997 YF7. Fue nombrado por Hase Toshitsuka (1903-1991) quien fue un empresario japonés que apostó por el desarrollo de Saji, ciudad de la Prefectura de Tottori (su ciudad natal), invirtió en empresas locales y contribuyó a numerosas donaciones benéficas para el desarrollo de la juventud. También recibió la Orden del Tesoro Sagrado.

## Características orbitales
Hasetoshitsuka está situado a una distancia media del Sol de 2,363 ua, pudiendo alejarse hasta 2,879 ua y acercarse hasta 1,847 ua. Su excentricidad es 0,218 y la inclinación orbital 4,519 grados. Emplea 1327,05 días en completar una órbita alrededor del Sol.

## Características físicas
La magnitud absoluta de Hasetoshitsuka es 16,8. 